# مونيكا غيلر
مونيكا إي. غيلر (بالإنجليزية: Monica E. Geller)‏ (ولدت في 15 يونيو 1969) هي شخصية خيالية، واحدة من ست شخصيات أساسية ظهرت في مسلسل السيت كوم (كوميديا الموقف) الأمريكي فريندز (الأصدقاء) (عُرض بين عامي 1994–2004). ألفها ديفيد كرين ومارتا كوفمان، وجسدت الشخصية الممثلة كورتني كوكس. تظهر مونيكا في جميع حلقات المسلسل التي بلغ عددها 236 حلقة، من الحلقة الأولى في يوم 24 سبتمبر من عام 1994، إلى الحلقة الأخيرة في يوم 6 مايو من عام 2004. هي طاهية معروفة بنظافتها، وتنافسيتها، ووسواسها القهري. مونيكا هي الأخت الصغرى لروس غيلر وأعز صديقات ريتشل غرين، والتي دعتها مونيكا للعيش معها بعد أن هجرت حفل زفافها. عاشت الشخصيتان عدة سنوات معًا كرفيقات سكن حتى بدأت مونيكا علاقة غرامية مع جارها القديم وصديقها تشاندلر بينغ، والذي تزوجته لاحقًا. بسبب عدم قدرتهما على الإنجاب، يتبنى الزوجان في النهاية إيريكا وجاك بينغ وينتقلان للعيش في منزل أكبر في الضواحي.
كان خيار المنشئين الأول لدور مونيكا الممثلة الكوميدية جينين غاروفالو. عُرض على كوكس دور ريتشل في الأصل لكنها رفضته مفضلةً لعب دور مونيكا، أعز صديقة للشخصية، لأنها كانت مشدودة لشخصيتها القوية. في هذه الأثناء، ذهب دور ريتشل للممثلة جينيفر أنيستون، الممثلة المساعدة لكوكس، والتي عُرض عليها دور مونيكا في الأصل. قبل أن يُبث مسلسل أصدقاء، اختلف مؤلفو المسلسل للغاية حول تصوير وخلق شخصية مونيكا في ما يخص نوم الشخصية مع رجل في موعدهما الأول في الحلقة التجريبية، وخصوصًا كوفمان التي دافعت عن مونيكا للغاية، مُجادلةً مدير هيئة الإذاعة الوطنية دون أولميير حول ما إذا كان هذا الأمر سيُظهر الشخصية منحلة أخلاقيًا أم لا. في النهاية، بُثت الحلقة دون تعديل بعد أن استقصى الاستديو آراء الجمهور، وعادت النتيجة لصالح قصة مونيكا الحالية. عانت الشخصية من سمنة الأطفال، وقد أصبحت التحديات التي تواجهها في العلاقات الغرامية وعلاقتها المعقدة بأمها دعامات شعبية للمسلسل في النهاية.
قبل بدء مسلسل أصدقاء بعدة أشهر، أجرت إن بي سي تقريرًا بحثيًا حددت نتيجته أن مونيكا كانت الشخصية الوحيدة التي تلقاها جمهور الاختبار بشكل جيد عن بعد. عندما عُرض مسلسل أصدقاء للمرة الأولى، تلقى النقاد شخصية مونيكا في البداية – التي صُورت مباشرة على أنها «الدجاجة الأم» للمسلسل – وكوكس على أنها الشخصية الأساسية وبطلة المسلسل، تباعًا. كان النقاد تقبليين للغاية تجاه كل من كوكس وشخصيتها؛ تعتبر مجلة لوس أنجلوس تايمز أداء مونيكا مسؤولًا عن تفنيد الوصمة الاجتماعية القائلة إن النساء الجذابات عاجزات عن إيصال الأداء الكوميدي. بعد احترامها كأيقونة تلفزيونية، تكلمت مونيكا بصورة شهيرة عن عدة مواضيع ندُر نقاشها في برامج ساعة الذروة في ذلك الوقت، من بينها الجنس الآمن، والجنس الغريزي، وتفاوت السن في العلاقات. بغض النظر عن تلقيها الكثير من المراجعات الإيجابية لأدائها، كوكس هي الشخصية الأساسية الوحيدة في المسلسل التي لم تترشح لأي جائزة إيمي خلال العشر سنوات التي عُرض فيها مسلسل أصدقاء.

## دورها
عُرف عن مونيكا في الحلقة التجريبية أنها طاهية مجدّة وواحدة من خمسة أصدقاء مقربين يعيشون في مدينة نيويورك، من بينهم أخوها الأكبر روس (ديفيد شويمر)، وجاراها جوي (مات لوبلان) وتشاندلر (ماثيو بيري)، ورفيقتها في السكن سابقًا فيبي (ليزا كودرو). عندما تصل أفضل صديقات طفولتها الثرية وعديمة الخبرة ريتشل (جينيفر أنيستون)، والتي فقدت التواصل معها منذ زمن بعيد، فجأةً إلى حيها دون سابق إنذار عروسًا هاربةً بعد هجرها زفافها، تسمح لها مونيكا بالانتقال للعيش معها بينما تحاول إعادة تنظيم حياتها، وتستعيد الاثنتان رابطتهما.
عبارة مونيكا الآسرة هي "أنا أعلم!"

### العلاقات
ريتشارد بيرك
أثناء الموسم الثاني، تبدأ مونيكا بمواعدة الدكتور ريتشارد بيرك (توم سيليك)، وهو رجل أكبر منها سنًا، وهو أيضًا أحد أفضل أصدقاء والدها ويكبرها بـ21 عامًا. ومع ذلك، يتفق الثنائي بشكل متبادل علي إنهاء علاقتهما بعد الإدراك أن ريتشارد لا يريد أطفالًا، لقد كبر أولاده بالفعل (ولديه أحفاد من أولاده)، بينما تطمح مونيكا في نهاية المطاف إلي تربية أسرة خاصة بها يومًا ما. يواجه مونيكا وريتشارد صعوبة في المضي قدمًا من علاقتهما، وبعد أن التقيا ببعضهما البعض بعد بضعة أشهر، يبدآ علاقة جنسية غير رسمية مُفترضة. ومع ذلك، يعترفا بسرعة أنهما ما زالا غير متوافقين بشكل أساسي، وينفصلا مرة أخري.
في الحلقة الأخيرة من الموسم السادس، يعود ريتشارد ويعترف بحبه لمونيكا، ويخبرها أنه يريد عودتها له، ويريد أن ينجب منها أطفالًا. نظرًا لأن تشاندلر كان يتظاهر بأنه لا يريد الزواج أبدًا حتي يكون عرضه مُفاجئًا، تفكر مونيكا في العودة إلي ريتشارد. يواجه تشاندلر ريتشارد، ويشجع ريتشارد تشاندلر علي ملاحقة مونيكا، وعدم السماح لها بالرحيل أبدًا.
تشاندلر بينغ
أثناء وجودها في إنجلترا لحضور حفل زفاف روس الثاني، علي إميلي (هيلين باكسندل)، تنام مونيكا مع تشاندلر. كان من المُفترض في البداية أن يكون أمرًا غير رسميًا لمرة واحدة ثم أصبح أكثر تكرارًا، وفي النهاية يطور مونيكا وتشاندلر مشاعر تجاه بعضهما البعض، لكنهما يحاولا إخفاء ذلك عن أصدقائهما لأطول فترة ممكنة.
بمجرد أن تصبح علاقتهما علنيةً أخيرًا، غالبًا ما يتعاملان مع مشكلات بعلاقات تشاندلر. ليس لديه خبرة كبيرة مع النساء، ولديه مشاكل في الالتزام، وكلاهما يسبب مشاكل. ويظهر أيضًا أنه متوتر بشأن رغبة مونيكا الواضحة في أن تكون أماً. ولكن مع مرور الوقت، يصبح تشاندلر شريكًا جيدًا لمونيكا. بدأت العلاقة مع مونيكا كونها الشخص الأكثر نضجًا (عندما يتعلق الأمر بالعلاقات)، لكن يتغير تشاندلر ليصبح الشخص الثابت، وهو ما يمثل إحباطًا كبيرًا لعصاب مونيكا.
في النهاية ينتقلاً للعيش معًا ويتزوجا لاحقًا.
بعد عدة محاولات فاشلة لإنجاب طفل، يكتشف مونيكا وتشاندلر أنهما يعانيان من العقم، ويستقران في النهاية علي التبني كبديل، ويقرران تبني الطفل الذي لم يُولد بعد للأم العازبة الحامل إيريكا (آنا فاريس). تفاجئ الثنائي كثيرًا عندما ولدت إيريكا توأمان، ويسميا الصبي جاك علي اسم والد مونيكا، والفتاة إيريكا علي اسم والدتها التي أنجبتها.
في نهاية المسلسل، يغادر تشاندلر، ومونيكا، والتوأم شقة مدينة نيويورك إلي منزل في ويستشستر.